# Tatjana Iwanowna Burina
Tatjana Iwanowna Burina (russisch Татьяна Ивановна Бурина, * 20. März 1980 in Nowosibirsk) ist eine ehemalige russische Eishockeyspielerin, die zwischen 2003 und 2017 bei Tornado Moskowskaja Oblast unter Vertrag stand und zwischen 1998 und 2016 für die russische Nationalmannschaft spielte.

## Karriere
Tatjana Burina begann in ihrer Heimatstadt Nowosibirsk Eishockey zu spielen und nahm mit Junioren-Mannschaften regelmäßig an den landesweiten Turnieren um den Goldenen Puck teil. Da es in Nowosibirsk keine Frauenmannschaft gab, wechselte sie 1995 nach Krasnojarsk, wo sie für Lokomotive Krasnojarsk in der russischen Frauenmeisterschaft spielte. 1999 wurde sie in die Frauen-Nationalmannschaft aufgenommen und nahm seither an jedem großen internationalen Turnier teil.
Am Ende der Saison 1999/2000 wurde sie als beste Stürmerin der russischen Meisterschaft ausgezeichnet und wechselte nach diesem Erfolg zu SKIF Moskau, bei dem damals ein Großteil der Nationalspielerinnen zentralisiert war. Mit SKIF Moskau gewann sie 2001, 2002 und 2003 die russische Meisterschaft.
Im Sommer 2003 wurde ein neuer zentraler Eishockeyklub für das Fraueneishockey gegründet – Tornado Moskowskaja Oblast – für den Burina seither spielt. Mit Tornado gewann sie mehrfach die russische Meisterschaft sowie den dreimal den IIHF European Women Champions Cup.
Mit vier Teilnahmen an Olympischen Spielen (2002, 2006, 2010 und 2014) hält sie den Rekord für Olympiateilnahmen innerhalb der russischen Frauennationalmannschaft.  Mit der Frauen-Sbornaja gewann sie zwei Bronzemedaillen bei Weltmeisterschaften – 2001 und 2013.
Nach der Saison 2016/17 beendete sie ihre Karriere.
Im Dezember 2017 wurde Burina gemeinsam mit zehn weiteren russischen Sportlern wegen Doping-Manipulationen bei den Olympischen Winterspielen 2014 lebenslang für die Olympischen Spiele gesperrt.

## Erfolge und Auszeichnungen
| - 2000 Beste Stürmerin der russischen Meisterschaft - 2001 Russischer Meister mit SKIF Moskau - 2001 Bronzemedaille bei der Weltmeisterschaft - 2002 Russischer Meister mit SKIF Moskau - 2003 Russischer Meister mit SKIF Moskau - 2006 Russischer Meister mit Tornado Moskowskaja Oblast - 2007 Russischer Meister mit Tornado Moskowskaja Oblast - 2009 Russischer Meister mit Tornado Moskowskaja Oblast | - 2010 Gewinn des European Women Champions Cup mit Tornado Moskowskaja Oblast - 2011 Russischer Meister mit Tornado Moskowskaja Oblast - 2012 Gewinn des European Women Champions Cup - 2012 Russischer Meister mit Tornado Moskowskaja Oblast - 2013 Gewinn des European Women Champions Cup - 2013 Russischer Meister mit Tornado Moskowskaja Oblast - 2013 Bronzemedaille bei der Weltmeisterschaft - 2014 Gewinn des European Women Champions Cup |

## Karrierestatistik

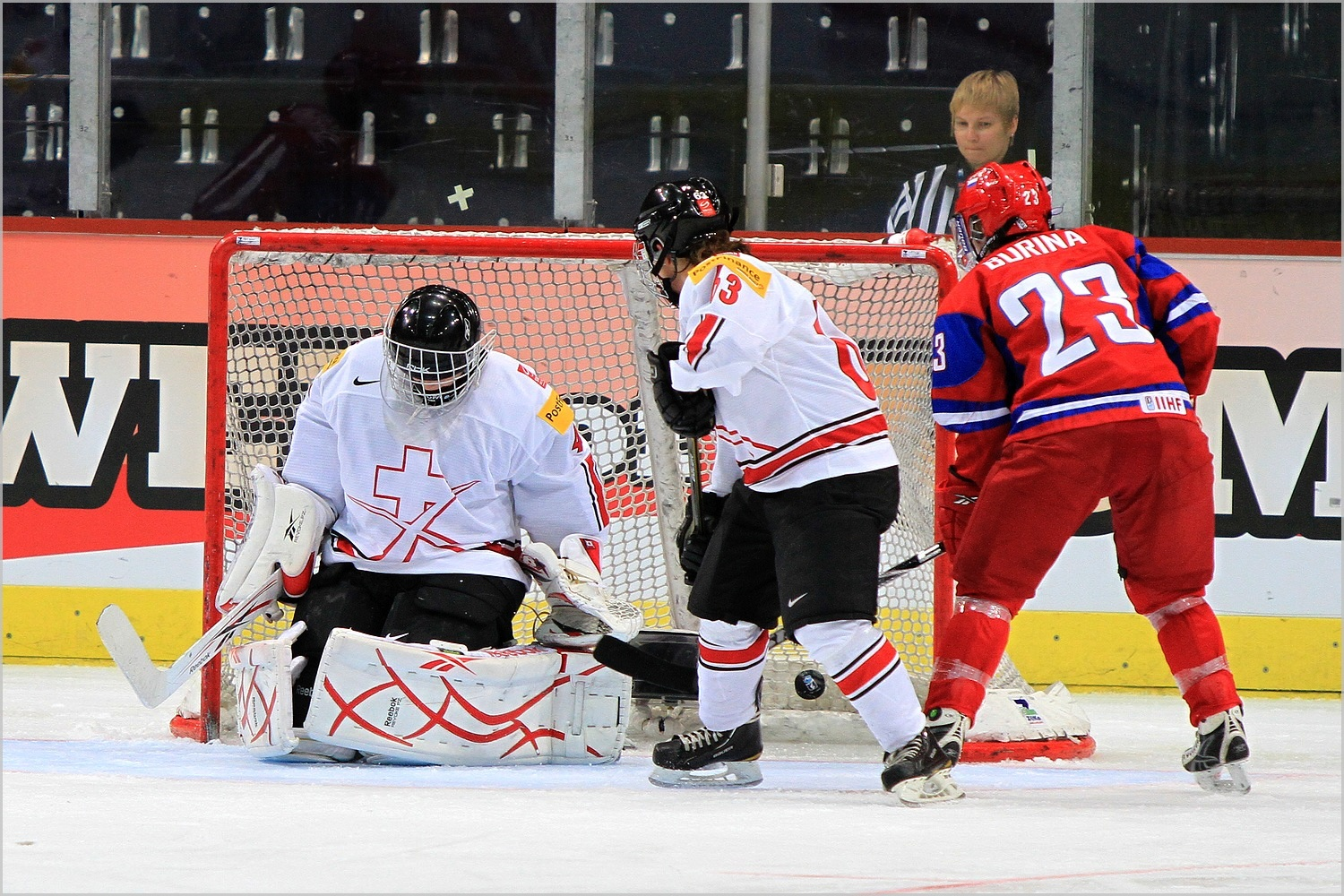
Tatjana Burina (re.) bei der Weltmeisterschaft 2011

(Legende zur Spielerstatistik: Sp oder GP = absolvierte Spiele; T oder G = erzielte Tore; V oder A = erzielte Assists; Pkt oder Pts = erzielte Scorerpunkte; SM oder PIM = erhaltene Strafminuten; +/− = Plus/Minus-Bilanz; PP = erzielte Überzahltore; SH = erzielte Unterzahltore; GW = erzielte Siegtore; 1 Play-downs/Relegation; Kursiv: Statistik nicht vollständig)